# إينيس فيرير سواريز
إينيس فيرير سواريز (بالإسبانية: Inés Ferrer Suárez)‏ مواليد 1 يونيو 1990، هي لاعبة كرة مضرب إسبانية بدأت مسيرتها كمحترفة سنة 2006. أعلى تصنيف لها في الفردي كان المركز الـ 202 في سنة 2012. أعلى تصنيف لها في الزوجي كان المركز الـ 125 في سنة 2012.

## روابط خارجية
- إينيس فيرير سواريز على موقع رابطة محترفات التنس (الإنجليزية)
- إينيس فيرير سواريز على موقع الاتحاد الدولي لكرة المضرب (الإنجليزية)